# Luis A. León Vinueza
Luis A. León Vinueza (Atahualpa, Pichincha, Ecuador, 27 de abril de 1903 - Quito, 3 de septiembre de 1995) fue médico parasitólogo, microbiólogo, sanitarista e higienista; investigador; biólogo y naturalista. Ilustre personalidad con gran erudición, supo abordar la investigación médica, histórica, antropológica, aportando con sus conocimientos en la Salubridad; reconocido internacionalmente por sus aportes científicos, un helminto reconocido por él, lleva su nombre.

## Datos biográficos
Fueron sus padres Zoilo León Flores y Rosa Vinueza Medina. Zoilo León fue un comerciante exitoso dueño de las haciendas Zagalapamba y Nangulvi en el valle de Intag, ubicado en la zona subtropical al sureste de la provincia de Imbabura, que actualmente comparte entre los cantones de Cotacachi y Otavalo. Fallece en la ciudad de Quito el 3 de septiembre de 1995. Contrae matrimonio con la doctora Blanca Castillo Dávila en el año de 1940 y procrean a dos hijos: Guido y Renato León Castillo. Sus dos hijos se graduaron de médicos, Renato procrea dos hijos Renato (médico investigador en Microbiología) y Verónica (Ambientalista).

## Estudios académicos
Realiza estudios universitarios en la Facultad de Medicina de la Universidad Central del Ecuador en la ciudad de Quito y se gradúa en el año de 1935. Presenta la tesis de Grado “Técnica de Análisis y Semiología del LCR”; simultáneamente realiza estudios de Biología y Ciencias Naturales en la Facultad de Filosofía y Letras, Escuela de Biología  de la Universidad Central del Ecuador.  
José Miguel Alvear, quién más tarde fuera compañero y miembro de la Academia Ecuatoriana de Medicina refiere: “Su inclinación por la biología era tal que muchas veces siendo universitario, integró expediciones científicas encabezadas por investigadores extranjeros” (Alvear 1997, 32); y menciona a Max Uhle (1856-1944), arqueólogo alemán, quien trabajó en Pennsylvania, Estados Unidos, en donde  contrae matrimonio; viene luego a Perú, Chile, Ecuador y Bolivia; en un segundo viaje a Sudamérica en el año de 1896, bajo el patrocinio de la Sociedad de Exploración Americana de Filadelfia llega a Quito. Cerca de la Capital de la República, a unos 12 km. en dirección este realizó un encuentro paleontológico, juntamente con el paleontólogo Franz Spillmann al excavar un esqueleto casi completo de Mastodonte, junto a restos de obsidianas, herramientas y fragmentos de cerámica (Max Uhle Wikipedia) sitio que debe corresponder al centro poblacional prehistórico de los valles altoandinos origen de la nacionalidad ecuatoriana, conocido como El Inga (Pichincha). Lo cierto es que, estos personajes extranjeros sumados a Edmundo Benoit dictaron sus respectivas cátedras en la reciente Facultad de Filosofía y Letras, además de los profesores ecuatorianos Augusto Martínez Holguín y Emilio Uzcátegui.

## Carrera profesional
En el año de 1936, una vez que deja la cátedra en los Colegios Normales, ingresa como Jefe de Laboratorio Clínico del Hospital Eugenio Espejo; y simultáneamente da la cátedra de Parasitología en la Escuela de Enfermería; en 1939 es designado Jefe de los Laboratorios de Protección Social que fueron fundados en este año.
Las visitas que realizó a la zona de Santo Domingo de los Tsáchilas (antes llamado de “Los Colorados”) con los estudiantes del Colegio Juan Montalvo en el año de 1933, le motivaron para que más tarde continuara con estudios de enfermedades tropicales, de forma que, el año de 1938 es el punto de partida para realizar el estudio e investigaciones sobre Medicina Tropical, con estudios de la parasitología sudamericana, estudio de la malaria y otro tipo de enfermedades febriles.
Motivado por los problemas de la comunidad en cuanto a la higiene y salubridad realiza con los doctores. Ángel Viñán, Adolfo Castro, Teodoro Seminario, César Rodríguez y Efraín Mora un estudio higiénico en la población de Pomasqui. Pérez Pimentel afirma que por la influencia de José Ingenieros y Pío Jaramillo Alvarado escribe un ensayo: “La Herencia y el Porvenir del Mestizaje en el Ecuador” (Pérez Pimentel Website Diccionario Biográfico Tomo VI).
Es designado profesor de Biología en el Instituto Superior de Pedagogía de la Universidad Central. Año que cobra impulso sus investigaciones y asiste al VIII Congreso Científico Americano realizado en la ciudad de Washington, los trabajos presentados son reproducidos en diversas Revistas de Estados Unidos, Cuba y Brasil.

## Médico Humanista
En Luis A. León se traduce el espíritu humanista, que si bien nace del movimiento intelectual, filosófico y cultural europeo y se liga al Renacimiento; en la actualidad se puede observar personalidades que aún mantienen el rasgo del humanismo del siglo XIV, por su interés al estudio filológico de las lenguas en este caso, lenguas  americanas ancestrales; da al hombre una importancia notable, por esa misma razón, procura servir a su país, desde la formación académica como médico, investigador; con ello, restaura la fe en el hombre contemporáneo y que por la mayor capacidad de visión del mundo antiguo puede tener mayor capacidad de racionio y criterio en las decisiones; Luis León busca rescatar del olvido a personajes médicos que han contribuido al desarrollo y evolución positivista de la medicina y las ciencias en general. Comienza su aportación biográfica siendo parte de la Comisión editorial de la Revista Médico Ecuatoriano y en varios números saca a relucir la personalidad notable de varios personajes médicos en la sección “Valores actuales de la Medicina Ecuatoriana”; más tarde, en la Revista Papeles Médicos en la sección “Personalidades Ilustres de la Medicina Nacional”, como ejemplo, tenemos la semblanza del Dr. Carlos R. Tobar (1854-1920), para hacernos conocer a alguien que había cumplido con esfuerzo y sacrificio dos carreras la de Medicina y Ciencias Naturales, estos últimos en la Escuela Politécnica; estudio parte de la carrera médica en Santiago de Chile, en donde se gradúa en el año de 1877, un año más tarde refrenda el título en Quito, en la Facultad de Medicinal” (León 1948, 1).

## Reconocimientos y galardones
Premio Universitario “Roberto Levi Hoffman” por el estudio “El alcoholismo en el Ecuador. Sus causas, sus consecuencias y sus remedios”, 1930 (Anales de la Universidad Central del Ecuador. Tomo XLVI, N° 275. Quito).
El Mundo Científico reconoce su investigación al identificar un nuevo Herminto “La Reilletina quitensis”, además de su reconocimiento por los trabajos de la Enfermedad de Pinto (Carae o Enfermedad azul del valle de los Chillos).
Premio Universidad Central 1947, por su obra: “Leishmania y leshmaniasis”.
Premio Universidad Central 1960, por su obra: “Coccidiodomicosis, nueva y grave enfermedad para el Ecuador”.
Premio Instituto Izquieta Pérez 1960, por su obra: “Coccidiodomicosis, nueva y grave enfermedad para el Ecuador”.
Premio “Jaime Ribadeneira Dávila” como Médico del año 1993 por las  actividades Científicas, Docentes y Académicas.
La I. Municipalidad de Quito; La Unión Nacional de Periodistas, El Departamento Municipal de Educación y Cultura y el Canal de Televisión “Voz Andes” le confieren Una Condecoración Y Medalla de Oro al ser declarado “Buen Ecuatoriano”. Quito, 1965.
El Consejo Supremo del Gobierno Nacional le concede la Medalla al “Mérito de Salud Pública” en reconocimiento a su labor científica, humanitaria y por sus invalorable aporte a la Comunidad. Quito, 1976.
La Academia Ecuatoriana de Medicina, le declara Secretario Perpetuo, Quito, 1977.
La Sociedad Ecuatoriana de Dermatología le proclama “investigador infatigable y profundo conocedor de la realidad médica ecuatoriana” en las III Jornadas de la Especialidad. Cuenca, 1979.
La Facultad de Medicina de la Universidad de Guayaquil rinde un Homenaje por sus aportes de investigación en el campo de la Parasitología. Guayaquil, 1980.  
El Instituto Otavaleño de Antropología le rinde un homenaje por su contribución al estudio del Indigenismo Ecuatoriano y su infatigable labor científica en el campo de la Medicina. Otavalo, 1984.
Diploma Honoris Causa Archivum Internacional de Gastroenterología, Buenos Aires Argentina.
El Ministerio de Salud Pública, lo candidatea al Premio Internacional Fundación León Besnard, OMS.
Candidato al Premio Nacional Eugenio Espejo en 1989.
Profesor Honorario Vitalicio de la Facultad de Medicina de la Universidad Central del Ecuador.
La Alcaldía de Miami le entrega Las Llaves de la Ciudad” y lo declara “Scroll Of FriendShip”.